# Kwik
Kwik (soms ook wel kwikzilver genoemd) is een scheikundig element met symbool Hg (uit het Grieks hydrargyros via het Latijnse hydrargyrus) en atoomnummer 80. Het is een zilverwit overgangsmetaal.
Kwik is het enige metaal uit het periodiek systeem dat bij kamertemperatuur (ca. 20 °C) vloeibaar is. Er zijn enkele metalen (gallium, cesium, rubidium) waarvan het smeltpunt weinig hoger ligt. Broom (geen metaal) is het enige andere element dat bij kamertemperatuur vloeibaar is.

## Etymologie
De naam kwik is een verkorting van kwikzilver. Het Oudsaksische woord quik betekent “levend” of “levendig”. Het is verwant met  het nederlandse woord kwiek en het engelse quick. Dat woord komt ook voor in het Engelse quicklime (“ongebluste kalk”) en quicksand (“drijfzand”, vloeibaar zand). De Engelse naam voor het metaal is mercury, maar quicksilver bestaat ook. Een vergelijkbare Latijnse naam is argentum vivum, maar de officiële naam is hydrargyrum (uit Grieks hudor-, “water”, en arguros, “zilver” - dus vloeibaar zilver). Het symbool Hg komt van hydrargyrum.

## Ontdekking
In Egyptische graftombes van ongeveer 1500 v.Chr. zijn sporen van kwik aangetroffen; de oude Indiërs kenden het en van de oude Chinezen is bekend dat zij kwik in combinatie met andere metalen gebruikten. De Chinezen meenden dat kwik onsterfelijkheid bewerkstelligde: de eerste keizer Qin Shi Huangdi overleed dan ook aan vergiftiging na het consumeren van grote hoeveelheden kwikhoudende pillen. In zijn graf is een reliëfmodel van China gemaakt met rivieren van vloeibaar kwik: archeologen hebben dit weten te traceren aan de hand van verhoogde concentraties kwik in de bodem. De Grieken en Romeinen maakten gebruik van kwik en kwikverbindingen voor cosmetische doeleinden. Alchemisten dachten dat kwik veranderde in goud als het van de vloeibare fase in de vaste fase overging, omdat kwik een soort "basismetaal" zou zijn. Later zouden metalen dan van goud tot bijvoorbeeld lood "degenereren". Om het lood weer in goud te veranderen, zou men het dus eerst in kwik moeten veranderen. De weinige personen die tijdens uitzonderlijk strenge winters (kouder dan -39°C) kwik in vaste vorm hadden gezien en hier verslag van deden werden niet geloofd.
In de 18e en 19e eeuw werd kwik(II)nitraat gebruikt om bont los te maken van dieren en kwikdamp werd gebruikt om vilt te fabriceren, dat onder andere voor hoeden werd gebruikt. Later bleek dit de oorzaak te zijn van hersenbeschadigingen bij mensen die kleding van deze materialen maakten. Hier komt waarschijnlijk ook de Engelse uitdrukking as mad as a hatter (zo gek als een hoedenmaker) vandaan.
In oude publicaties wordt druk soms weergegeven in millimeter kwikdruk: mmHg. Dit is geen SI-eenheid en tegenwoordig wordt deze aanduiding niet vaak meer gebruikt, behalve in de geneeskunde, waar zij voor de bloeddruk nog steeds gangbaar is en in de luchtvaart, waar zij gebruikt wordt om de luchtdruk aan te geven in Angelsaksische landen.

## Toepassingen
In de industrie wordt kwik vooral gebruikt voor elektrische en elektronische toepassingen en in allerlei verbindingen. Tot ongeveer het einde van de 20e eeuw werd kwik veel gebruikt in thermometers en barometers. Vanwege de giftigheid van dit element is het voor deze toepassing steeds meer in onbruik geraakt.
- Kwik wordt toegepast in kwikdamplampen zoals spaarlampen, zeer heldere lichtbronnen die gasvormig kwik bevatten.
- Op laboratoria wordt kwik regelmatig gebruikt voor hogetemperatuurthermometers, diffusiepompen en andere laboratoriuminstrumenten.[2]
- Omdat kwik makkelijk verbindingen (amalgamen) vormt met goud, wordt het toegepast om goud te isoleren uit gouderts. Hierdoor raakten de omgevingen van oude mijnen verontreinigd met kwik. Het alternatief was het eveneens giftige en vervuilende cyanide.
- In de tandheelkunde worden kwikamalgamen gebruikt in tandvullingen
- Het tripelpunt van kwik (234,3156 K) is een vastliggend punt dat geldt als temperatuurstandaard van de Internationale Temperatuurschaal ITS-90.
- Bij de productie van natriumhydroxide worden kwikcellen gebruikt.
- In de geneeskunde wordt de organokwikverbinding thiomersal soms gebruikt voor het conserveren van vaccins.[5] Bij de afbraak van deze stof in het lichaam komt onder meer ethylkwik vrij.[5]
- In de elektrochemie wordt kwik gebruikt in de druppelende kwikelektrode, die een eenvoudig reproduceerbare standaard is voor elektrochemische potentiaalmetingen.
- In de gezondheidszorg wordt kwik gebruikt als geleidend materiaal in kwiktouwtjes, een rubberen buisje gevuld met kwik, voor plethysmografisch onderzoek. Hiermee kunnen volumeveranderingen in lichaamsdelen gemeten worden, zoals adervernauwingen bij etalagebenen en de ziekte van Raynaud.[6] Het kwiktouwtje wordt om het te meten lichaamsdeel gebonden; als er een volumeverandering plaatsvindt verandert ook de lengte en doorsnede van het slangetje en daardoor ook de elektrische weerstand van het kwik daarin. Deze weerstand wordt gemeten en geeft informatie over de hoeveelheid volumeverandering.
- In vuurtorens werd (en wordt soms nog) het draaiende lenzenstelsel drijvend in een kwikbad geplaatst. Door de geringe wrijvingsweerstand kan het zware lenzenstelsel door middel van een licht aandrijfmechanisme in beweging gehouden worden.
- Andere toepassingen van kwik zijn kwikschakelaars, kwikbatterijen en pesticiden. Voor de meeste huishoudelijke doeleinden is kwik tegenwoordig verboden in verband met de giftigheid van kwikdampen.

## Eigenschappen

### Vloeibaar bij kamertemperatuur

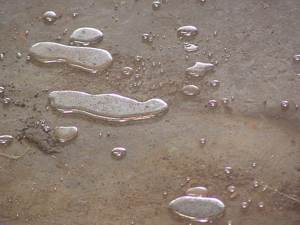
Kwik in vloeibare toestand

Kwik is het enige metaal dat bij kamertemperatuur vloeibaar is, het stolt tot een witglanzend metaal bij −38,83 graden Celsius.

### Elektrische geleiding en warmtegeleiding
Het metaal is een zeer goede geleider van elektriciteit, maar een slechte warmtegeleider door de overgangsweerstand (mede veroorzaakt door de grote cohesie en de lage adhesie).

### Vorming van legeringen
Kwik vormt zeer makkelijk legeringen met vrijwel alle metalen, alleen ijzer vormt hierop een uitzondering. Een metaallegering op basis van kwik wordt een amalgaam genoemd.
Aluminium is een zeer reactief metaal dat echter beschermd wordt door een huidje van zijn eigen oxide aan de lucht. Wanneer kwik in contact komt met aluminium vormt zich echter aluminiumamalgaam. Vanuit het amalgaam kan aluminium ook oxideren, en er vormt zich aluminiumoxide aan de buitenkant. Dit oxide laat los waardoor meer amalgaam blootgesteld wordt en meer oxide gevormd wordt. Het kwik blijft achter en tast meer aluminium aan, net zo lang tot het aluminium op is. Zo kan een kwikdruppel zich door een stuk aluminium heen "vreten". Contact met het oxidelaagje kan op zich geen kwaad, maar een klein krasje dat zuiver aluminium blootlegt is al genoeg om bovengenoemd proces te doen beginnen. Kwik is dan ook taboe aan boord van vliegtuigen.
Met telluur vormt kwik een legering die snel reageert tot de nieuwe verbinding kwiktelluride.
Een ander element waarmee kwik zeer makkelijk reageert is zwavel, onder vorming van kwiksulfide. Kwik dat op een moeilijk te reinigen oppervlak gemorst is kan dus met zwavelpoeder ingewreven worden, waarna het ontstane kwiksulfide eenvoudig opgezogen kan worden.

### Ionen
Van de elementen uit de zinkgroep reageert kwik het minst heftig. In tegenstelling tot zink en cadmium kan kwik niet de plaats van waterstof innemen in zuren. Veel voorkomende oxidatietoestanden zijn +1 en +2. In zeldzame gevallen komt +3 voor. De zouten met eenwaardige kwikionen worden ook wel mercuro-zouten genoemd, bijvoorbeeld mercurochloride = HgCl. De zouten met tweewaardige kwikionen heten dan mercuri-zouten: mercurichloride=HgCl2. Hoewel voor kwik(I)chloride vaak de notatie HgCl gebruikt wordt, zou het kwikgedeelte van de verbinding correcter beschreven moeten worden als Hg22+ en de verbinding dus als Hg2Cl2. Het optreden van relativistische effecten kan hier als oorzaak worden aangewezen.

## Verschijning
Soms komt kwik in ongebonden toestand in de aardkorst voor in de vorm van kleine druppeltjes op cinnaber. De belangrijkste kwikbronnen voor commerciële winning zijn de mineralen cinnaber, corderoiet en livingstoniet. Ongeveer de helft van de totale wereldproductie is afkomstig uit Spanje en Italië. Op kleinere schaal wordt kwik gewonnen in Slovenië, Rusland en Canada. Het kwik wordt geïsoleerd door het mineraal te verhitten in een luchtstroom waarbij het kwik verdampt en daarna condenseert in een gekoelde recipiënt.

## Isotopen
| Iso   | RA (%) | Halveringstijd            | VV                        | VE (MeV)                  | VP                        |
| ----- | ------ | ------------------------- | ------------------------- | ------------------------- | ------------------------- |
| 194Hg | syn    | 444 j                     | EV                        | 0,040                     | 194Au                     |
| 195Hg | syn    | 9,9 h                     | EV                        | 1,510                     | 195Au                     |
| 196Hg | 0,15   | stabiel met 116 neutronen | stabiel met 116 neutronen | stabiel met 116 neutronen | stabiel met 116 neutronen |
| 197Hg | syn    | 64,14 h                   | EV                        | 0,600                     | 197Au                     |
| 198Hg | 9,97   | stabiel met 118 neutronen | stabiel met 118 neutronen | stabiel met 118 neutronen | stabiel met 118 neutronen |
| 199Hg | 16,87  | stabiel met 119 neutronen | stabiel met 119 neutronen | stabiel met 119 neutronen | stabiel met 119 neutronen |
| 200Hg | 23,10  | stabiel met 120 neutronen | stabiel met 120 neutronen | stabiel met 120 neutronen | stabiel met 120 neutronen |
| 201Hg | 13,18  | stabiel met 121 neutronen | stabiel met 121 neutronen | stabiel met 121 neutronen | stabiel met 121 neutronen |
| 202Hg | 29,68  | stabiel met 122 neutronen | stabiel met 122 neutronen | stabiel met 122 neutronen | stabiel met 122 neutronen |
| 203Hg | syn    | 46,612 d                  | β−                        | 0,462                     | 203Tl                     |
| 204Hg | 6,98   | stabiel met 124 neutronen | stabiel met 124 neutronen | stabiel met 124 neutronen | stabiel met 124 neutronen |

Van kwik komen op aarde zeven stabiele isotopen voor, waarvan 202Hg met bijna 30% het meest. Er is een aantal radioactieve isotopen bekend waarvan de halveringstijden uiteenlopen van 444 jaar voor 194Hg tot minder dan een dag voor enkele zwaardere isotopen.

## Toxicologie en veiligheid
Kwikverbindingen zijn vrijwel zonder uitzondering erg giftig, bekend om zijn giftigheid is kwikoxide dat makkelijk ontstaat waar verwarmd kwik met lucht in contact komt.
Vroeger werd kwik(I)chloride (of calomel) wel in de geneeskunde gebruikt.
Metallisch kwik heeft bij kamertemperatuur een hoge dampdruk (=dampspanning). Daardoor kan een concentratie van enkele malen de MAC-waarde worden bereikt in een afgesloten ruimte. Metallisch kwik wordt bij ingestie doorgaans niet goed opgenomen, maar de damp die bij inademen in de longen komt wordt voor 80% geabsorbeerd en is erg giftig. Kwik kan ernstige schade aanrichten in de hersenen en het zenuwstelsel, de lever en de nieren. Het is wel mogelijk dat ingestie bijvoorbeeld van grotere hoeveelheden fijn verdeeld kwik, ook een grotere opname kan veroorzaken in bepaalde gevallen.
Bij herhaaldelijke blootstelling kan kwik zich ophopen in het lichaam.
Metallisch kwik kan in het lichaam worden geoxideerd en worden omgezet in de gevaarlijker geïoniseerde vorm.
In het bloed wordt kwik geoxideerd. Zolang deze oxidatie nog niet volledig is, kan het opgeloste kwik de hersen- en placentabarrière passeren. Als oxidatie plaatsvindt in de hersenen of placenta is de weg terug naar de bloedbaan vrijwel afgesloten en stapelt het kwik zich in de hersenen of foetus op. Het kwik in de nieren wordt gebonden aan eiwitten. Bij langdurige kwikbelasting kan de capaciteit van deze eiwitten overschreden worden waardoor kwik schade kan aanrichten in de nier. Via de urine wordt uiteindelijk 90% van het opgenomen kwik weer uitgescheiden.
Kwik en andere zware metalen behoren tot de irreversibele remmers. Ze binden namelijk met bepaalde aminozuren in een eiwit (onder andere cysteïne), waardoor de structuur onherstelbaar (irreversibel) beschadigd wordt. Het enzym kan dan geen substraat meer binden en de reactie verloopt niet of langzaam. Deze schade is permanent.

### Gemorst kwik verzamelen
Druppeltjes kwik die vrijkomen bij bijvoorbeeld het breken van een thermometer, zijn lastig te verzamelen omdat ze alle kanten opspringen. Met een speciale kwiktang is het wel mogelijk de bolletjes op te pakken en te verzamelen. Het "lepelgedeelte" van de tang bestaat uit twee kwartronden, die zich onder het bolletje kwik samensluiten, zoals twee handen die water opscheppen. Een andere methode is met een pipet, zoals gebruikt wordt voor oogdruppels, de bolletjes opzuigen en verzamelen.
Resterende bolletjes kunnen bedekt worden onder een laagje zwavelpoeder. Het kwik reageert tot kwiksulfide, dat makkelijk hanteerbaar is. Bijkomend voordeel daarvan is dat het kwik niet meer verdampt. Nadeel is wel dat de chemische reactie tussen een vloeistof en een vaste stof relatief langzaam verloopt.
Een alternatief kan het bestrooien van het gemorste kwik met zinkpoeder zijn. Kwik vormt een amalgaam, waarna het amalgaam als vaste stof te verzamelen is.
In veel tl-buizen en spaarlampen zit ook kwikdamp, onder andere daarom moeten deze als chemisch afval worden verwerkt.

### Beperking invoer kwik in Europa
Sinds 1 januari 2018 heeft Europa de invoer van kwik aan banden gelegd. Het gaat om een verbod op de invoer van kwik en combinaties met een kwikconcentratie van minimaal 95%. Het gaat echter niet om een absolute regeling en er zijn dan ook talloze uitzonderingen opgenomen. Zo mag men bijvoorbeeld nog steeds kwik invoeren van een land dat partij is bij het Minamataverdrag .